# Rhapsody (film)
Rhapsody is een Amerikaanse film uit 1954 van Charles Vidor met in de hoofdrollen Elizabeth Taylor en Vittorio Gassman.
Rhapsody is gebaseerd op de roman Maurice Guest van Henry Handel Richardson. Naast de filmmuziek van Johnny Green zijn ook werken te horen van Franz Liszt, Claude Debussy, Felix Mendelssohn, Pablo de Sarasate, Rachmaninoff, en Tsjaikovski te horen.

## Verhaal
De verwende miljonairsdochter Louise Durant reist naar Zürich. Officieel om piano te studeren, maar eigenlijk  om dichter bij Paul Bronte te zijn. Paul is een briljant violist die bijna klaar is met zijn studie. Louise wil met hem trouwen, maar Paul lijkt meer met zijn muziek getrouwd. In Zürich huurt Louise een appartement en komt daar een andere huurder tegen, de Amerikaan James Guest die ook piano studeert. Louise gaat met Paul naar professor Schuman. Daar hoort Paul dat hij geselecteerd is om de vioolsolo te spelen in Tchaikovsky's Concerto in D Major met het Zürich Philharmonisch Orkest. Als Paul Louise vervolgens enige uren alleen laat om het stuk te oefenen, wordt ze woedend en loopt weg. Ze weet nu dat ze altijd op de tweede plaats zal komen achter de muziek. Hoewel Paul haar overtuigt om niet naar huis terug te gaan, blijft ze mokken. Ze begint nu wat meer op te trekken met James Guest, die mag oefenen op haar piano. Ondertussen nadert de première van het concent van Paul. De spanning stijgt en Paul krijgt ruzie met Schuman en de dirigent. Paul geeft Louise de schuld van de ruzie en eist dat ze elkaar niet meer zien tot na het concert. Als Paul eindelijk mag optreden, speelt hij zo vol passie dat iedereen razend enthousiast is. Hij krijgt nu overal aanbiedingen om te spelen en heeft nauwelijks nog tijd voorzijn vriendin. Dit maakt Louise woedend en andermaal loopt ze weg bij Paul. Die avond ziet ze van uit haar appartement dat Paul een andere vrouw kust. Ze draait door en doet een zelfmoordpoging met pillen. James Guest breekt de deur open en redt haar. Een tijd later is Paul een beroemde concertviolist en bezig met een uitgebreide tournee. In Parijs ontmoet hij Louise weer en ze maken een afspraak. Als hij in de hotelbar op haar wacht ziet hij ook James, die dronken aan de bar zit. James vertelt dat hij enige weken geleden met Louise is getrouwd en de geschokte Paul vlucht weg. Tot zijn verbazing komt Louise hem opzoeken in het concertgebouw en biedt aan om te scheiden van James en met hem te trouwen. Hoewel Paul nog altijd van Louise houdt, weigert hij. Louise ziet in dat ze haar leven moet verbeteren en ze reist met haar man naar Zürich. James gaat weer piano studeren en wordt gesteund door Louise. Als James voor het eerst moet optreden, laat Louise Paul weten dat ze zich nu voldoende heeft verbeterd voor haar verwende gedrag en dat ze na het concert met hem wil weggaan. Paul is blij met de verandering in Louise en komt naar het concert. Daar ziet hij James spelen. De pianist is ontroostbaar vanwege het aangekondigde vertrek van zijn vrouw en speelt briljant. Tot zijn verbazing ziet Paul dat Louise ademloos toekijkt. Hij slipt weg als hij ziet dat Louise na afloop in de armen van James vliegt.

## Rolverdeling
| Acteur           | Personage       |
| ---------------- | --------------- |
| Elizabeth Taylor | Louise Durant   |
| Vittorio Gassman | Paul Bronte     |
| John Ericson     | James Guest     |
| Louis Calhern    | Nicholas Durant |
| Michael Chekhov  | Schuman         |

## Productie
In december 1951 verwierf Paramount Pictures de rechten op de roman Michael Guest van Henry Handel Richardson. De productie werd in handen gegeven van Bernard Smith. Een jaar later staakte Paramount het project en nam MGM de rechten en het complete scenario over. Een bewerking van de roman was gemaakt door Ruth en Augustus Goetz en voorgelegd aan Fay en Michael Kanin. Zij schreven op basis van de bewerking het definitieve scenario. Charles Vidor werd uitverkoren voor de regie en Lawrence Weingarten kreeg de productie. Aanvankelijk was Anne Francis getest voor de rol van Louise, ze werd echter afgewezen en vervangen door Elizabeth Taylor. Charles Vidor nam de film grotendeels in de studio op, maar verwerkte opnames, die speciaal werden gemaakt in Parijs, Zürich en St. Moritz, in de film om een meer Europese sfeer te creëren. De vioolsolo's die in de film zijn te horen, werden gespeeld door de toen zeventien jaar oude Michael Rabin.